# قرغويه
قرغويه غلام سيف الدولة الحمداني وحاجبه. كان إداريًّا تركيًا مهمًّا في الأسرة الحمدانية، في فترة حكم سيف الدولة، ثم تولى زمام حلب بنفسه حتى توقيع معاهدة صفر مع الإمبراطورية البيزنطية بوصفه أمير حلب الحاكم.
في 7 كانون الثاني (يناير) 965، عيَّن سيفُ الدولة قرغويه حاكمًا لحلب، حيث انسحب في ذلك الوقت إلى ميافارقين، متحركًا لإيقاف تقدم الجيش البيزنطي بقيادة نقفور الثاني.
في 29 تشرين الأول (أكتوبر) 965، اقتربت قوة متمردة بقيادة رشيق النسيمي مساعد طرسوس السابق، إلى حلب بينما كان سيف الدولة بعيدًا عن المدينة. وبعد ثلاثة أشهر، تمكن من الاستيلاء على جزء سفلي من المدينة، لكنه قُتل في هجوم على القلعة في 8 كانون الثاني (يناير)، 966. تلاه وفاة سيف الدولة في 8 شباط (فبراير) من عام 967 في حلب. وخلفه نجله سعد الدولة الذي وصل حلب في وقت ما بين حزيران وتموز 967.
حوالي نيسان (أبريل) 968، في نفس الشهر الذي فشلَت فيه قوات أبي فراس الثائرة، أقنع قرغويه سعد الدولة بمغادرة حلب. بعد ذلك، تولى قرغويه كامل زمام السلطة ولكن على الفور حاصره منافس مجهول. ناشد قرغويه اللواء البيزنطي القريب بطرس للمساعدة، والذي كان يحاصر أنطاكية مع مايكل بورتز. وبعد استيلائه على أنطاكية (28 تشرين الأول/أكتوبر 969)، شق بطرس وبورتز طريقهما إلى حلب، وهزموا خصم قرغويه بسرعة. ثم حاصروا بدورهم حلب من 14 كانون الأول إلى 11 كانون الثاني، وهزموا قرغويه والمدافعين عنه بنجاح. وبعد الحصار، أجبر بطرس وبورتز قرغويه ونائبه بكجور على التوقيع على معاهدة صفر التي نصت على أن حلب حمص و «المحافظة» كلها ستدخل تحت السلطة البيزنطة، وسيُكفِّلُون قرغويه حكم حلب، ويعينون باكجور خلفًا له.
في عام 975، قام باكجور بعزل وسجن قرغويه، واستولى على الإمارة لنفسه. بعد ذلك بعامين، عاد سعد الدولة إلى حلب وهزم باكجور، الذي نفاه إلى حمص، ورفع قرغويه إلى منصبه السابق كنائب. تُوفي قرغويه حوالي نيسان (أبريل) عام 990 في حلب.